# Гарт (Ніжинський район)
Гарт —  село в Україні, у Бобровицькій міській громаді Ніжинського району Чернігівської області.

## Історія
Село постраждало внаслідок геноциду українського народу 1932-1933, проведеного урядом СРСР. На відміну від сусідніх сіл, де вступ до колгоспу рятував життя, у Гарті замучено голодною смертю і членів колгоспу.
12 червня 2020 року, відповідно до розпорядження Кабінету Міністрів України № 730-р «Про визначення адміністративних центрів та затвердження територій територіальних громад Чернігівської області», увійшло до складу Бобровицької міської громади.
19 липня 2020 року, в результаті адміністративно-територіальної реформи та ліквідації Бобровицького району, увійшло до складу Ніжинського району Чернігівської області.